# 須成町
須成町（すなりちょう）は、愛知県名古屋市港区の地名。現行行政地名は須成町1丁目から須成町3丁目。住居表示未実施。

## 地理
名古屋市港区中央北端部に位置する。東は新船町、西は丸池町、南は川西通、北は中川区に接する。

## 歴史

### 町名の由来
海部郡蟹江町に鎮座する須成神社の御神体が当地に流れ着いたことに由来するとされる。

### 沿革
- 1960年（昭和35年）3月20日 - 港区小碓町の一部により、同区須成町として成立[1]。

## 世帯数と人口
2019年（平成31年）3月1日現在の世帯数と人口は以下の通りである。
| 町丁   | 世帯数  | 人口    |
| ------ | ------- | ------- |
| 須成町 | 478世帯 | 1,078人 |

### 人口の変遷
国勢調査による人口の推移
| 2000年（平成12年） | 1,148人 | [ 9 ]  |  |
| 2005年（平成17年） | 1,092人 | [ 10 ] |  |
| 2010年（平成22年） | 1,128人 | [ 11 ] |  |
| 2015年（平成27年） | 1,088人 | [ 12 ] |  |

## 学区
市立小・中学校に通う場合、学校等は以下の通りとなる。また、公立高等学校に通う場合の学区は以下の通りとなる。
| 番・番地等 | 小学校               | 中学校               | 高等学校 |
| ---------- | -------------------- | -------------------- | -------- |
| 全域       | 名古屋市立成章小学校 | 名古屋市立港明中学校 | 尾張学区 |

## 施設
- 名古屋市営須成荘[7]
- 須成公園[7]
- 曹洞宗玄泉寺[7]
- 素盞嗚神社[7]
- ラーメン福製麺工場
- 競馬エース

## その他

### 日本郵便
- 郵便番号 : 455-0072[4]（集配局：名古屋港郵便局[15]）。